# Vuohisaari (ö i Viitasaari, Ylä-Keitele)
Vuohisaari är en ö i sjön Keitele i Finland. Den ligger i sjön Ylä-Keitele och i kommunen Viitasaari i den ekonomiska regionen  Saarijärvi-Viitasaari och landskapet Mellersta Finland, i den centrala delen av landet, 300 km norr om huvudstaden Helsingfors. Öns area är 16,4 hektar och dess största längd är 0,8 kilometer i sydöst-nordvästlig riktning.